# Tropaeum Traiani
Tropaeum Traiani er et mindesmærke i det romerske Civitas Tropaensium, der ligger i nutidens Adamclisi i Rumænien. Det blev bygget i år 109 i det daværande Moesia, til minde over kejser Trajan sejr over dakerne i år 102 under andet slag ved Tapae. Monumentet blev rejst hvor legio XXI Rapax tidligere var blevet besejret i år 92. Tidligere fandtes et alter på stedet, og på dets vægge fandtes inskriptioner af de 3.000 legionærer og auxilia (servicemen) som var faldet, da de kæmpede for republikken.
Monumentet er en stor rund bygning med relieffer og en inskriptioner, om Trajan. Monumentet blev undersøgt i 1837 af Helmuth Karl Bernhard von Moltke. Det nuværende monument er en rekonstruktion fra 1977.
44°06′07″N 27°57′18″Ø / 44.10192°N 27.95508°Ø